# Ernő Goldfinger

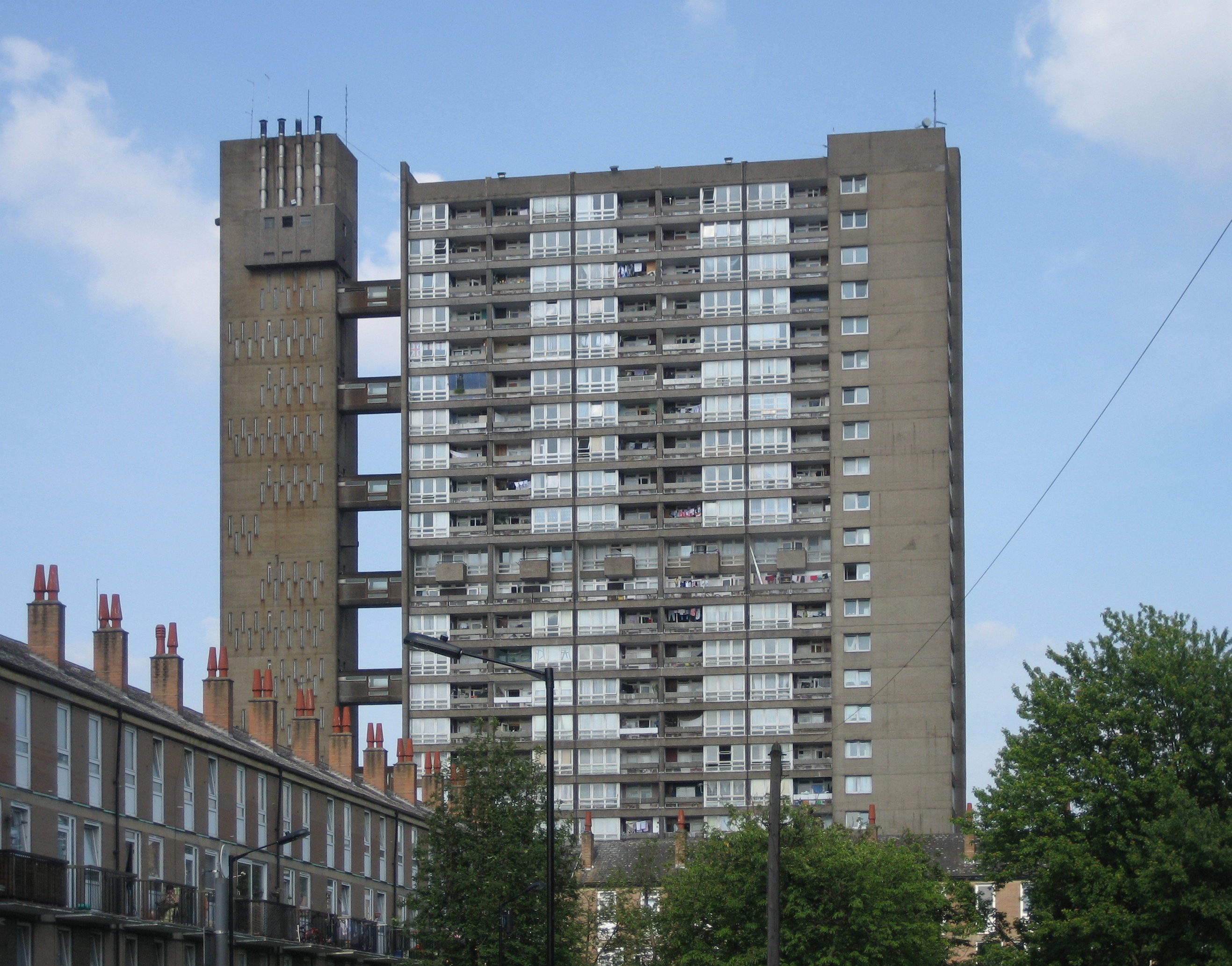
Balfron Tower i Poplar i Tower Hamlets i östra London.

Ernő Goldfinger, född 11 november 1902 i Budapest, död 15 november 1987 i London, var en ungersk arkitekt och möbeldesigner, som räknas till de främsta företrädarna för modernistisk arkitektur i Storbritannien.

## Biografi
Goldfinger föddes i Budapest och inspirerades att bli arkitekt efter att ha läst boken Das englische Haus av Hermann Muthesius. År 1921 flydde han till Frankrike efter Österrike-Ungerns kollaps som rike och började studera i Paris. Där mötte han inflytelserika arkitekter som Le Corbusier, Auguste Perret och Ludwig Mies van der Rohe och påverkades starkt av idéerna kring funktionalismen. År 1934 flyttade Goldfinger till London efter att ha gift sig med en engelsk kvinna och hann rita tre hus innan andra världskriget bröt ut.
Efter kriget var efterfrågan på bostäder enorm och Goldfinger kom att bli en av nyckelpersonerna i utformandet av stora bostadsprojekt främst i Londonregionen. Att projektera i stora enheter var ett nytt drag i det tidigare relativt småskaliga brittiska bostadsbyggandet, där Goldfinger bland annat hämtade inspiration från Le Corbusiers Unité d'Habitation. En av de mest kända och typiska Goldfingerbyggnaderna är Trellick Tower i London från 1972; ett bostadsblock i betong med ett karakteristiskt, fristående trapphus. Arkitekturen hos Goldfinger kan ses som en utveckling av den tidiga modernismen, snarare än den postmodernism som var populär under samma tid. Funktioner separeras och indelas i modulliknande enheter, vilket skapar repetitiva mönster i fasad och plan. Goldfinger använde sig främst av betong i sina byggnader, varvat med det klassiskt engelska teglet.
Författaren Ian Fleming hämtade namnet Goldfinger till skurken Auric Goldfinger i en av romanerna om James Bond, som en protest mot att Ernő Goldfinger projekterat ett hus, vars utseende Fleming inte tyckte om.